# Mètode Kodály
El mètode Kodály és el sistema educatiu musical que va desenvolupar el musicòleg, compositor i pedagog musical hongarès Zoltán Kodály, que va dedicar una part considerable de la seva activitat artística a fomentar l'educació musical del poble hongarès.

## Principis fonamentals del mètode
Kodály tenia com a objectiu principal en la seva vida educar musicalment a les masses, posar en contacte directe amb la música "veritable" al major número possible de persones. Així doncs, d'acord amb aquesta convicció, va elaborar el seu mètode sota uns principis que ell tenia ben present:
1. Poder garantir que tots els nens puguin adquirir la base de la cultura musical, o com a mínim fins als catorze anys. Per a que sigui possible, aquest treball s'haurà de fer des de les escoles primàries on tots els nens hi acudeixen.
2. Aplicar conscientment les possibilitats pedagògiques de l'educació musical per a la formació integral de la personalitat, per a equilibrar a l'ésser humà.
3. Donar molta importància al cant coral. La pràctica col·lectiva i el plaer que en deriva de l'esforç d'aconseguir bona música proporciona persones disciplinades i de caràcter noble.
4. Crear proporcions justes i equilibrades entre la formació de professionals i la del públic i aficionats.

## La importància del folklore en l'educació musical i el cant
La música folklòrica va ser la base del projecte de Kodály. El seu mètode va suposar per a l'educació musical d'Hongria una manera de sortir del tradicional, pesat i poc motivador aprenentatge de la música, fent de la didàctica un "joc" amb el que aprendre el difícil i monòton solfeig i llenguatge musical. El mètode utilitza cançons folklòriques, ja memoritzades per l'alumne degut a que les coneix des de ben petit, i ensenya el solfeig i el llenguatge reconeixent-los en aquestes cançons. Aquesta innovació va provocar i provoca una motivació alumne per als alumnes i facilita els mecanismes de l'aprenentatge.
Així doncs, la cultura musical nacional té un paper molt important en l'educació musical. Les formes breus i clares d'aquestes cançons són ideals en les primeres etapes de l'ensenyament-aprenentatge de les figures, fórmules rítmiques i melòdiques, la lectura i el cant. Sempre es parteix d'aquest repertori ja conegut, que s'ha treballat abans amb els alumnes a través de l'oïda.

## Elements i recursos característics del mètode Kodály
El mètode Kodály conté un seguit d'elements i recursos que el caracteritzen i l'identifiquen:

### El solfeig relatiu
La lectura musical s'ensenya des del principi segons el sistema relatiu, el solfeig relatiu o do mòbil inspirat la invenció de la tècnica musical Tònic sol-fa de la pedagoga anglesa Sarah Ann Glover. L'essència bàsica del solfeig relatiu consisteix en considerar que la tònica de totes les escales majors és do i que la de les menors és la. El solfeig relatiu, doncs, es diferencia del solfeig absolut ja que els noms dels sons musicals no indiquen una altura definida, sinó que en cada cas indiquen un grau de la tonalitat. Així doncs, el primer grau de qualsevol tonalitat és sempre do, el segon, re, el cinquè, sol, etc.
Si l'alumne és capaç d'ubicar el do a la tònica ja és capaç de cantar les altres notes sense haver-se de preocupar de les alteracions existents. Això és gràcies a que el treball del solfeig relatiu se centra en les relacions intervàl·liques. Aleshores, si la tonalitat és la de Sol Major, la tònica de la tonalitat (sol) passa a ser do.
Per a situar cada nota o "grau", s'utilitzen les lletres d, r, m, f, s, l, t per identificar-les, que correspondrien als graus I al VII en ordre ascendent.

### La fonomímia

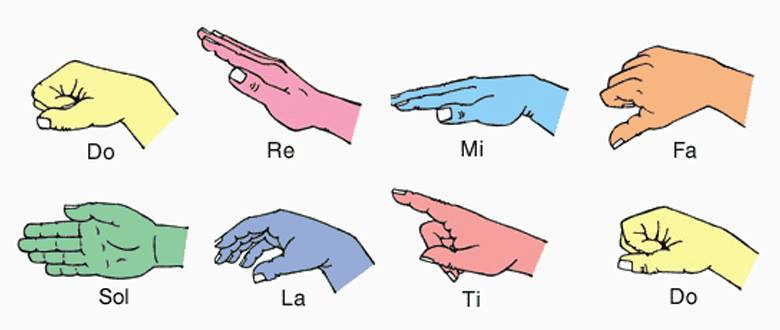
Signes utilitzats en la fonomímia

Per a aprendre les altures de les notes musicals, seguint les lletres que hem presentat anteriorment en el solfeig relatiu, s'utilitzen els signes o gests de fonomímia. Aquests són la representació gràfica de les relacions intervàl·liques de les diferents notes. S'utilitzen al llarg de tot el mètode per a desenvolupar la capacitat dels alumnes de reconèixer l'altura de les notes i les seves relacions intervàl·liques.

### Les síl·labes rítmiques
Kodály va utilitzar una nomenclatura concreta per a les principals figures i cèl·lules rítmiques musicals. Aquestes són adquirides al llarg de l'aprenentatge de manera lògica i ordenada. S'inicia des dels intervals més senzills, el de segona i tercera, es descobreixen les notes de l'escala pentatònica fins a finalment conèixer tots els graus i poder treballar intervals més complexes.

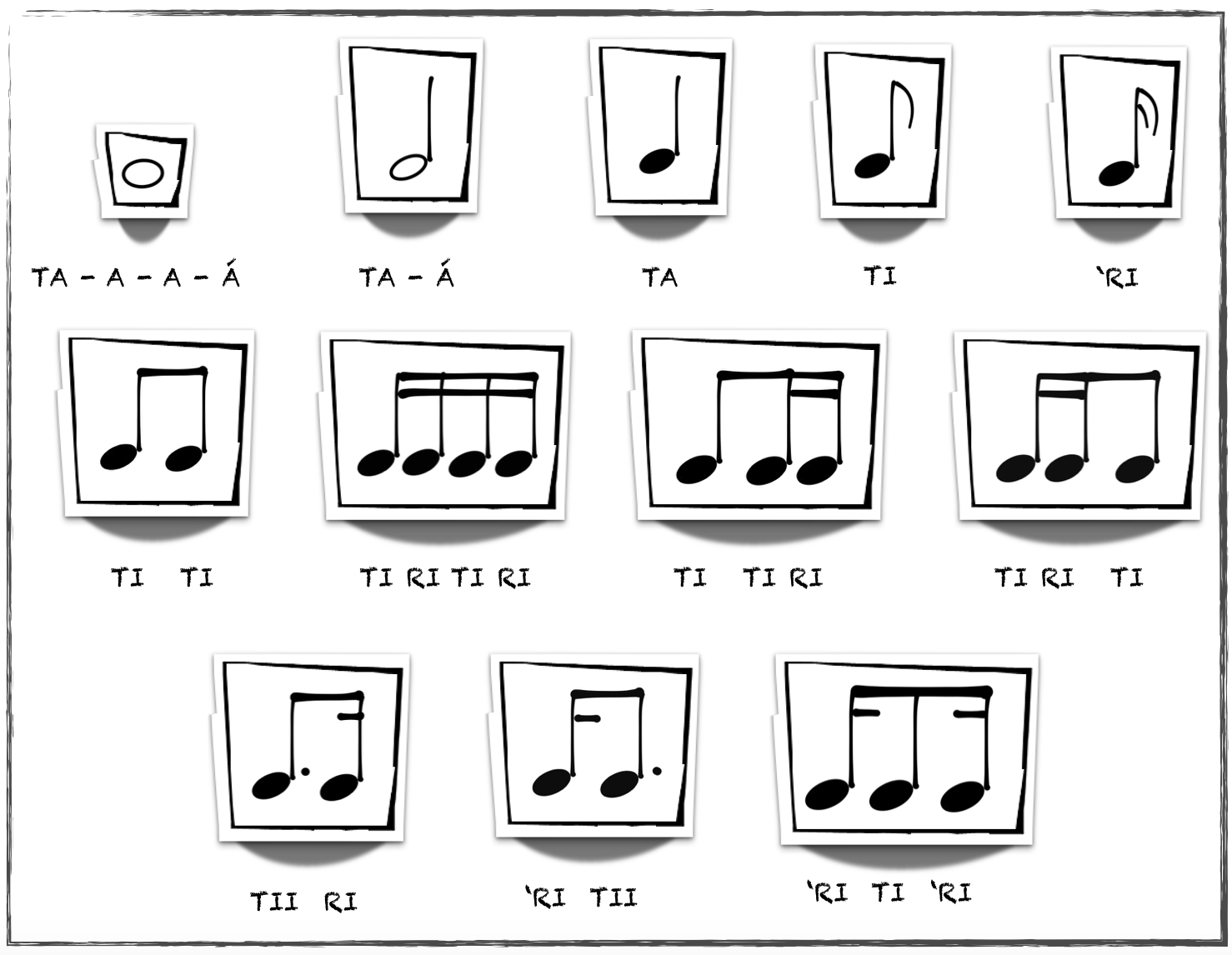
Principals síl·labes rítmiques del mètode Kodály

### Repertori i exercicis específics
Per a poder desenvolupar tots els elements del mètode Kodály també va compondre i elaborar una gran quantitat d'exercicis i de cançons específiques. Comprenien des de melodies pentatòniques, exercicis elementals en pentagrama, material a dos veus, exercicis per a la lectura a vista, reconeixement d'intervals, entre molts altres continguts.

## L'organització de l'educació musical segons el mètode

### El pla d'estudis general
Kodály va organitzar el contingut de l'educació musical del seu país de manera lògica, ordenada i progressiva. L'acció educativa es desenvolupa durant les tres primeres etapes educatives: la llar d'infants, l'escola primària i l'escola secundària.

#### La llar d'infants
En la llar d'infants es comença l'educació musical, on s'ensenyen moltes cançons d'oïda. Segons Kodály:
"És en aquesta edat quan es desenvolupa el caràcter i es forja el destí de tota la vida. És per això que s'ha d'aprofitar aquesta etapa que tant condiciona el futur perquè més endavant serà massa tard per a poder canviar o, podem dir, que el dany és irreparable"
Kodály va publicar un llibre nomenat Cinquanta Cançons Infantils dedicat a aquesta etapa preescolar. Es dediquen dues hores exclusivament al cant, dos cops per setmana, encara que el cant és present en el dia a dia dels centres. Les cançons s'aprenen a través del moviment i de jocs espontanis: caminant, brincant, ballant, imitant moviments, marcant amb les palmes, etc.

#### L'escola primària
En el sistema escolar hongarès del moment, en l'educació primària s'accedeix als sis anys i té una durada de vuit cursos. En el primer, setè i vuitè curs es realitza una hora per setmana de cant i música i dues hores en la resta de cursos. S'ensenya anualment entre unes 30 i 40 cançons, la majoria pertanyents al folklòre hungarès. En els cursos superiors també es comença a treballar amb obres de compositors reconeguts com ara Bach, Mozart, Beethoven, Schubert, etc.
El contingut associat al llenguatge musical està sistematitzat segons el curs:
- Primer curs: Figures de la negra i la corxera, el silenci de negra i el compàs dos per quatre. Notes sol, mi, la, intervals de tercera meno, segona major i quarta justa.
- Segon curs: Figures de la blanca i el seu silenci. Notes do, re i la greu (ja tenen les notes de l'escala pentatònica).
- Tercer curs: Figura de la rodona, el compàs quatre per quatre i la sincopa de dos temps. Aprofundiment amb les notes de l'escala pentatònica
- Quart curs: Figures de la blanca en punt, fórmules rítmiques amb punt i el compàs tres per quatre. Notes fa i si(ti).
Aquests són els continguts que formen part dels cursos inferiors. En cursos superiors, s'ensenya el sistema absolut i els elements que el conformen de la tonalitat i s'aprèn a conviure entre els dos sistemes. Tot i així, durant l'etapa primària es potencia fonamentalment el sistema relatiu per la seva pràctica i facilitat que proporciona en el cant.
Paral·lelament a les escoles primàries existeixen també les escoles primària especialitzades en música i cant, conegudes com a escoles primàries de música. Aquestes neixen per iniciativa pròpia de Kodàly i busquen formar joves cultes entesos en música capaços de valorar la riquesa artística de la combinació dels sons. Es realitzen classes de cant coral cada dia i un gran nombre elevat d'alumnes estudia música instrumental.

#### L'escola secundària
En els dos primers cursos de l'escola secundària es dedica una hora setmanal a música i dos al cant coral. Els alumnes aprenen noves cançons, segueixen desenvolupant la seva lectura musical i coneixen detalladament altres obres dels grans compositors destacats de la història de la música.

### L'ensenyament dels instruments musicals i les etapes professionals
Aquells nens que, a més dels seus estudis generals de primària desitgin aprendre un instrument, hauran d'anar a una escola de música. Abans d'accedir poder tocar un instrument, s'ha de realitzar un any preparatori dins de la mateixa escola de música. Això passa paral·lelament amb els cursos de primer i segon de primària, en la gran majoria. Es prepara el nen per al desenvolupament de l'oïda i del ritme i se li ensenya el sistema absolut, cosa que a primària no passarà fins als cursos superiors. Un cop finalitzat aquest any d'iniciació, l'alumne toca un instrument des dels set o vuit anys fins als catorze a l'escola de música. Una pràctica comuna és que els professors també vagin a les escoles de primària a desenvolupar les classes d'instrument degut a l'alta demanda que pot haver-hi col·lectiva d'un mateix instrument des d'una escola primària en concret.
Quan el nen acaba els seus estudis musicals instrumentals bàsics, paral·lelament amb la primària, ha de decidir-se si tirar per una via no professional i quedar-se a l'escola de música o bé ingressar en un dels conservatoris del país, després de superar una prova d'ingrés. En aquests, s'imparteixen estudis durant quatre anys, l'anomenada ensenyança musical de nivell mig. Posteriorment, al finalitzar aquesta etapa, es realitzen proves d'ingrés als estudis superiors per a poder formar-se com a professionals del món de l'educació, interpretació, composició, entre d'altres, de la música.